# Distrikt Ocucaje
Der Distrikt Ocucaje liegt in der Provinz Ica in der Region Ica im Südwesten von Peru. Der Distrikt wurde am 18. Mai 1984 gegründet. Er besitzt eine Fläche von 1401 km². Beim Zensus 2017 wurden 4683 Einwohner gezählt. Im Jahr 1993 lag die Einwohnerzahl bei 3305, im Jahr 2007 bei 3639. Die Distriktverwaltung befindet sich in der 325 m hoch gelegenen Kleinstadt Ocucaje mit 2211 Einwohnern (Stand 2017). Ocucaje liegt am Río Ica, 30 km südlich der Regions- und Provinzhauptstadt Ica. Verschiedene archäologische Funde der Paracas-Kultur (beispielsweise Webwaren) stammen aus dem Distriktgebiet.

## Geographische Lage
Der Distrikt Ocucaje liegt im Südwesten der Provinz Ica. Das Gebiet reicht vom Unterlauf des Río Ica im Nordosten, wo bewässerte Landwirtschaft betrieben wird, bis zur Pazifikküste. Das Areal besteht hauptsächlich aus Wüste.
Der Distrikt Ocucaje grenzt im Nordwesten an den Distrikt Ica sowie im Norden, Osten und Südosten an den Distrikt Santiago.